# Dolní Podůlší
Dolní Podůlší je malá vesnice a základní sídelní jednotka obce Podůlší v okrese Jičín v Královéhradeckém kraji. Leží asi čtyři kilometry severně od Jičína. Nachází se pod silnicí I/35 vedoucí z Jičína do Turnova, která dělí obec Podůlší na dvě části: Dolní a Horní Podůlší.

## Historie
První písemná zmínka o obci Podůlší pochází z roku 1399. Tato zmínka se vztahuje k Dolnímu Podůlší, neboť Horní Podůlší vznikalo mezi lety 1756–1788.

## Pamětihodnosti
- Sloup se sousoším Nejsvětější Trojice

## Fotogalerie

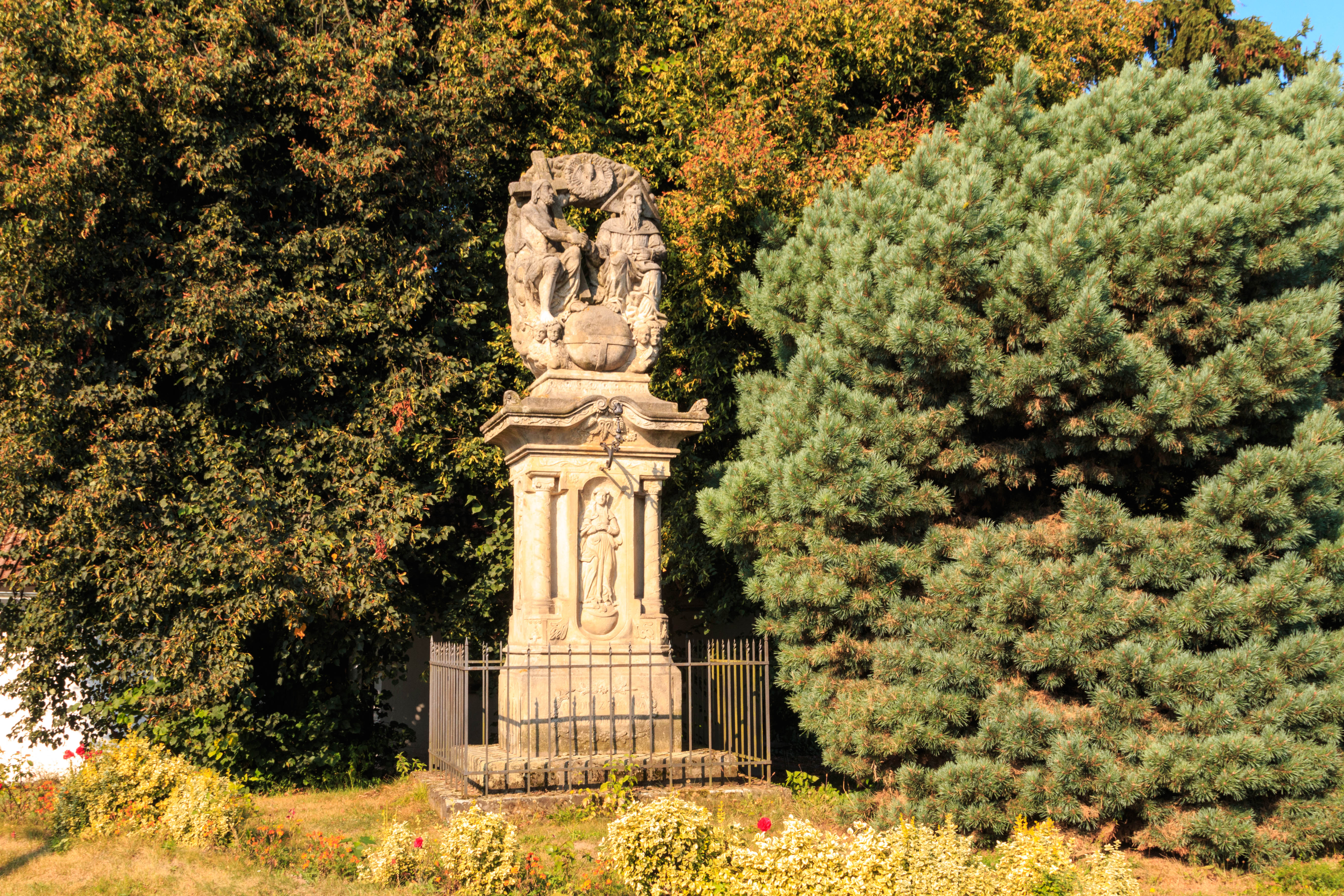
Sloup se sousoším Nejsvětější Trojice
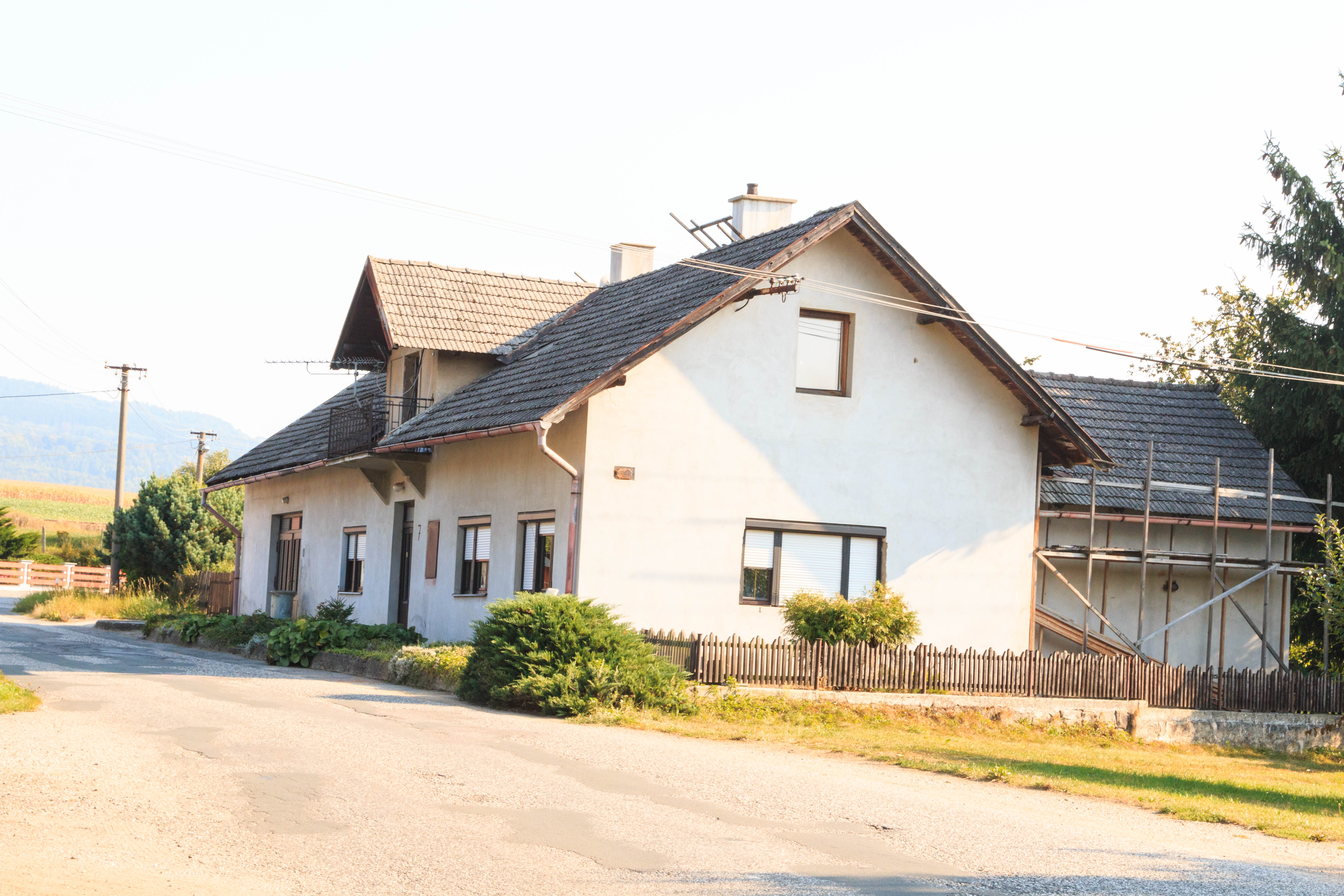
Dům čp. 7
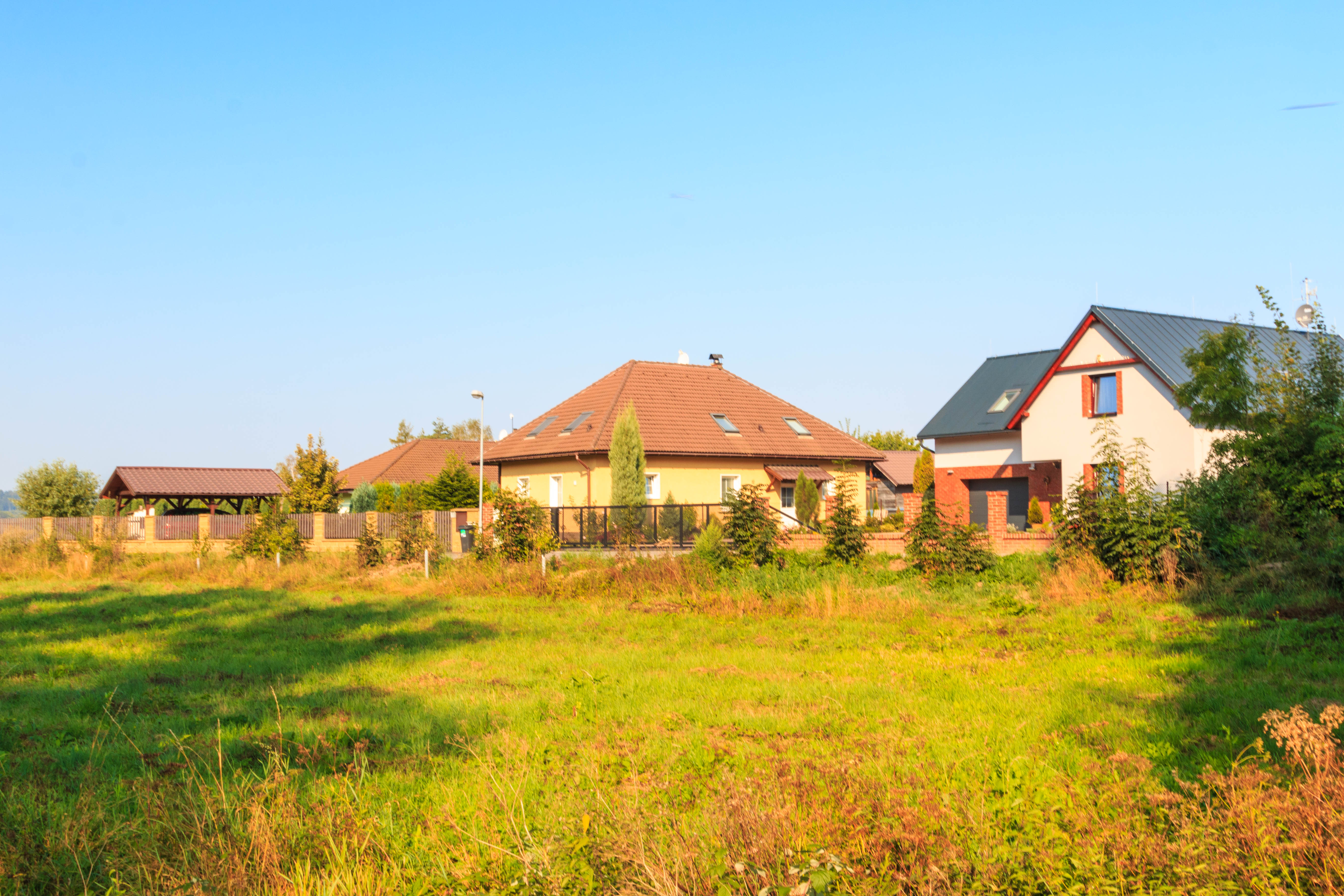
Dům čp. 9
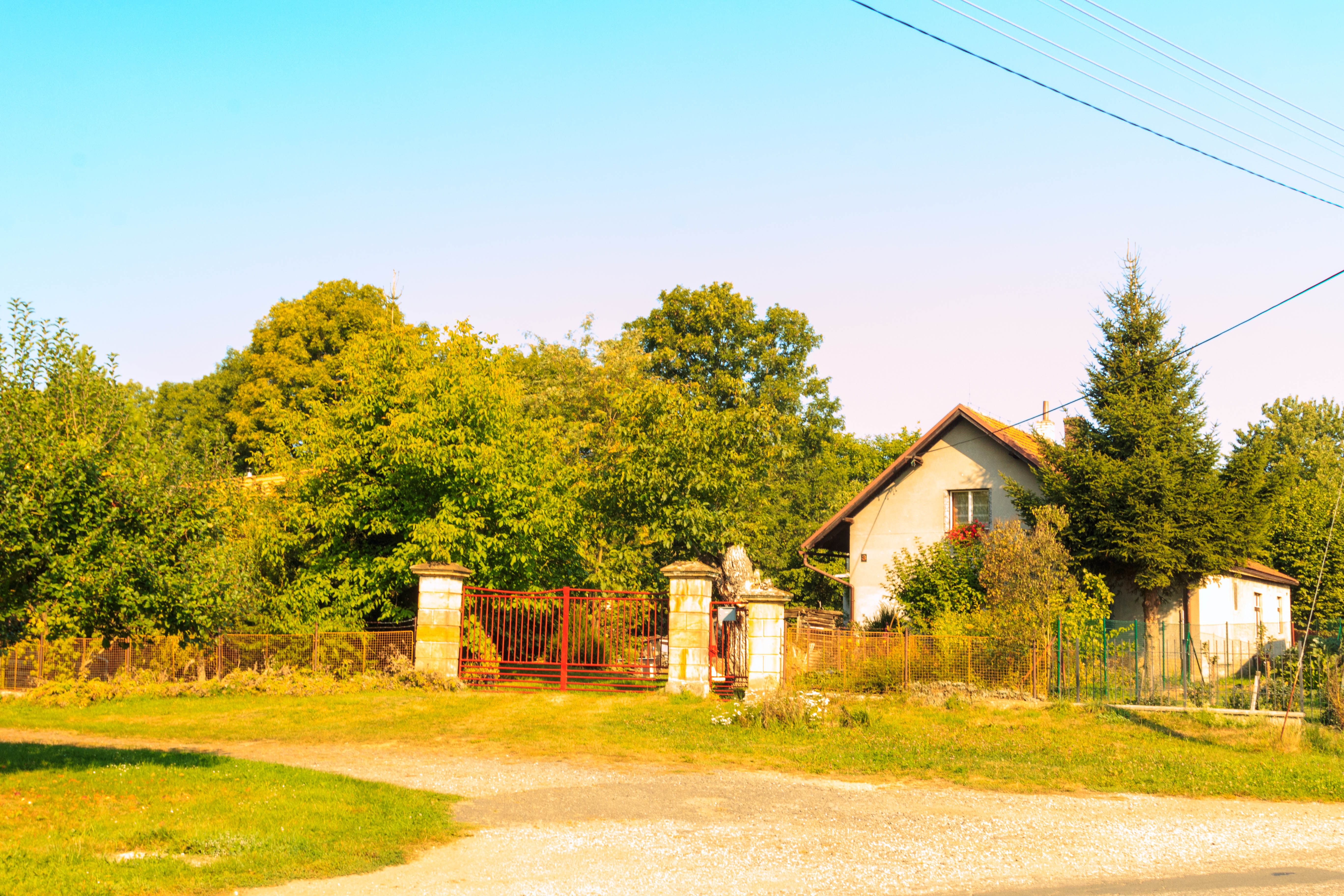
Dům čp. 10